# 安定亞
安定亞（英語：Abel An，1981年6月1日—），原名李建輝，台灣男演員、政治人物。现任台湾民众党高雄市党部副主委。

## 演藝經歷
推薦甄試錄取中國文化大學中國戲劇學系休學後從事廣告企劃工作。
2005年，安定亞正式與民視簽約，開始演出八點檔。
安定亞所拍的第一部電影是2004年《南方記事》，2005年開始參與民視《意難忘》、《娘家》等戲劇演出其後轉往中國影視發展。
2020年代表台灣維新參與2020年立法委員選舉高雄市第六選舉區之選舉，最終以得票數3,082票（得票率1.27%）落選。

## 電視劇
| 年份   | 頻道       | 劇名                               | 角色         |
| ------ | ---------- | ---------------------------------- | ------------ |
| 2003年 | 衛視中文台 | 《阿薩布路1號》                    | 阿樂         |
| 2005年 | 民視       | 《意難忘》                         | 江文冰(阿冰) |
| 2006年 | 民視       | 《夫妻天注定》                     | 林欣樂胡欣樂 |
| 2007年 | 民視       | 《濟公》                           | 蕭應龍       |
| 2007年 | 民視       | 《愛》                             | 楊懷安(客串) |
| 2008年 | 華視       | 《這三個女人》                     | 歐富川       |
| 2008年 | 民視       | 《娘家》                           | 莊志豪       |
| 2008年 | 大愛電視台 | 《醫世情》                         | 謝地         |
| 2008年 | 中國大陸   | 《雪中紅》                         | 何志忠       |
| 2009年 | 客家電視台 | 《十里桂花香》                     | 李長生       |
| 2010年 | 民視       | 《新兵日記》                       | 劉建星       |
| 2010年 | 中國大陸   | 《台商》                           | 麥可         |
| 2011年 | 台視       | 《田庄英雄》                       | 卓大德       |
| 2012年 | 台視       | 《東門四少》                       | 李富城       |
| 2012年 | 三立台灣台 | 《天下女人心》                     | 保羅(客串)   |
| 2014年 | 中視       | 《月亮上的幸福》                   | 雷坤         |
| 2014年 | 台視       | 《艋舺的女人》                     | 阿信         |
| 2016年 | 八大第一台 | 《命運交叉路》-妻子的秘密 非法正義 | 孫永富       |
| 2017年 | 台視       | 《牡丹花開》                       | 張傑夫       |
| 2018年 | 三立台灣台 | 《金家好媳婦》                     | 張正輝       |
| 2019年 | 公視       | 《苦力》                           | 曾新富       |
| 2023年 | 中視       | 《開創者》                         | 靳三         |

## 電影
- 2004年《南方紀事之浮世光影》
- 2023年《山中森林》

## 短片
- 2002年《東風音樂愛情故事》
- 2003年《董事基金會憂鬱症短片》

## 廣告代言
- 2004年《屈臣氏平面廣告 代言》
- 2004年《行政院反毒廣告 與楊丞琳代言》

## 選舉

### 2020年中華民國立法委員選舉
- 高雄市第六選舉區（鼓山區、鹽埕區、前金區、新興區、苓雅區博仁里等61里）

| 1        | 李鎔任   | 國會政黨聯盟         | 258票     | 0.11%                         |                               |
| 2        | 林鴻正   | FA 喜樂島聯盟        | 763票     | 0.32%                         |                               |
| 3        | 劉仙娥   | 勞動黨               | 690票     | 0.29%                         |                               |
| 4        | 周金榜   | 無黨籍               | 447票     | 0.18%                         |                               |
| 5        | 吳佩蓉   | 無黨籍               | 4,112票   | 1.70%                         |                               |
| 6        | 吳益政   | 親民黨               | 11,964票  | 4.95%                         |                               |
| 7        | 劉哲嘉   | 台澎國際法法理建國黨 | 183票     | 0.08%                         |                               |
| 8        | 李建輝   | 台灣維新             | 3,082票   | 1.27%                         |                               |
| 9        | 趙天麟   | 民主進步黨           | 128,072票 | 52.94%                        | 當選                          |
| 10       | 陳美雅   | 中國國民黨           | 92,377票  | 38.17%                        |                               |
| 選舉日期 | 選舉日期 | 2020年1月11日        | 選舉人數  | 317,268人                     | 317,268人                     |
| 投票率   | 投票率   | 77.39%               | 投票人數  | 有效：241,908人 無效：3,631人 | 有效：241,908人 無效：3,631人 |

#### 高雄市第十一選舉區（大寮區、林園區）
- 應選出名額：4席 ，含婦女保障名額：1席
- 選舉人數：150,102
- 投票數（投票率）：92,406（61.56%）
- 有效票（比率）：90,789（98.25%），無效票（比率）：1,617（1.75%）

| 號次 | 候選人 | 性別 | 政黨       | 得票數 | 得票率 | 當選標記 |
| ---- | ------ | ---- | ---------- | ------ | ------ | -------- |
| 1    | 張雨柔 | 女   | 時代力量   | 2,864  | 3.15%  |          |
| 2    | 李雨庭 | 女   | 民主進步黨 | 15,200 | 16.74% |          |
| 3    | 洪村銘 | 男   | 民主進步黨 | 12,246 | 13.49% |          |
| 4    | 邱軒   | 女   | 中國國民黨 | 14,980 | 16.50% |          |
| 5    | 蔡永晶 | 男   | 無黨籍     | 104    | 0.11%  |          |
| 6    | 楊佩樺 | 女   | 台灣基進   | 2,838  | 3.13%  |          |
| 7    | 王耀裕 | 男   | 中國國民黨 | 14,703 | 16.19% |          |
| 8    | 黃天煌 | 男   | 中國國民黨 | 13,203 | 14.54% |          |
| 9    | 李建輝 | 男   | 無黨籍     | 1,733  | 1.91%  |          |
| 10   | 韓賜村 | 男   | 民主進步黨 | 12,918 | 14.23% |          |

## 外部連結
- 安定亞粉絲團facebook
- 李建輝Facebook （页面存档备份，存于）